# Tessère d'Urd Tessera
Urd Tessera
Pour les articles homonymes, voir Urd.
La tessère d'Urd Tessera (désignation internationale : Urd Tessera) est un terrain polygonal situé sur Vénus dans le quadrangle de Mahuea Tholus. Il a été nommé en référence à Urd, déesse nordique du destin.